# Ротиготин
Ротиготин (англ. Rotigotine, лат. Rotigotinum) — синтетичний препарат, який належить до групи стимуляторів дофамінових рецепторів, та застосовується для лікування паркінсонізму. Ротиготин, на відміну від інших протипаркінсонічних препаратів, застосовується за допомогою трансдермальної терапевтичної системи. Ротиготин уперше синтезований у 1985 році в Гронінгенському університеті, пізніше дослідженням препарату займалась компанія «Aderis Pharmaceuticals», яка в 1998 році продала права на подальші дослідження препарату і його маркетинг німецькій компанії «Schwarz Pharma», яка й отримала схвалення препарату Європейським агентством з лікарських засобів у 2006 році та FDA у 2007 році.

## Фармакологічні властивості
Ротиготин — синтетичний препарат, що належить до групи стимуляторів дофамінових рецепторів, який застосовується для лікування паркінсонізму. Механізм дії препарату полягає у стимуляції D1, D2 і D3 дофамінових рецепторів, найвища афінність до D3-рецепторів, що призводить до зниження дефіциту дофаміну в ядрах екстрапірамідної системи та інших відділах мозку та усуненню його дефіциту в нервових закінченнях, наслідком чого є зменшення симптомів паркінсонізму. Ротиготин також є частковим агоністом 5-HT1D-серотонінових рецепторів і альфа-2-адреноблокатором. Препарат застосовується для лікування первинного паркінсонізму, а також синдрому неспокійних ніг, проте встановлено, що при пероральному застосуванні ротиготин швидко метаболізується, і тому період його дії є дуже коротким. Натомість при нашкірному застосуванні тривалість дії препарату є відносно довгою (24 години), тому ротиготин застосовується у вигляді трансдермальної терапевтичної системи.

### Фармакокінетика
Ротиготин добре всмоктується при нашкірному застосуванні, біодоступність при нашкірному застосуванні препарату варіює від 1 до 46 % у залежності від місця розміщення трансдермальної терапевтичної системи, найнижчою вона є при розміщенні терапевтичної системи в ділянці живота і кульшового суглобу, а найвищою вона є при розміщенні в ділянці плеча і лопатки. Максимальна концентрація препарату при застосуванні терапевтичної системи із вмістом 8 мг препарату спостерігається за 15—18 годин від аплікації системи. Ротиголін добре (на 89,5—92 %) зв'язується з білками плазми крові. Метаболізується препарат у печінці з утворенням неактивних метаболітів. Виводиться препарат із організму переважно з сечею, частково (23 %) з калом, у вигляді метаболітів. Період напіввиведення препарату двофазний, у першій фазі він становить 3 години, у другій фазі становить 5—7 годин після видалення трансдермальної терапевтичної системи.

## Покази до застосування
Ротиготин застосовується для лікування первинного паркінсонізму та синдрому неспокійних ніг.

## Побічна дія
При застосуванні ротиготину найчастіше спостерігаються побічні ефекти, пов'язані з місцевою дією препарату та дофамінергічною дією ротиготину, зокрема шкірні реакції, нудота, блювання, головний біль, запаморочення, сонливість або безсоння, діарея або запор, тремор, диспепсія. Іншими рідкими побічними явищами при застосуванні препарату є:
- Алергічні реакції та з боку шкірних покривів — еритема шкіри, гарячка, гіпергідроз.
- З боку травної системи — втрата апетиту, сухість у роті.
- З боку нервової системи — летаргія, зміни настрою, парестезії, нічні кошмари, шум у вухах, вертиго, депресія, дискінезії, галюцинації, порушення рівноваги.
- З боку серцево-судинної системи — артеріальна гіпертензія, відхилення зубця Т на ЕКГ, припливи крові, периферичні набряки.
- Інші побічні ефекти — біль у м'язах, біль у суглобах, судоми м'язів, біль у горлі, гикавка, кашель, синусит, інфекції верхніх дихальних шляхів, еректильна дисфункція.

## Протипокази
Ротиголін протипоказаний при підвищеній чутливості до препарату. Не рекомендоване застосування препарату при вагітності, годуванні грудьми, схильності до психотичних реакцій та в дитячому віці.

## Форми випуску
Ротиготин випускається у вигляді трансдермальної терапевтичної системи із вмістом діючої речовини по 2, 4, 6 і 8 мг.